# Estádio Municipal Paulo P. Rodrigues
Estádio Municipal Paulo P. Rodrigues – stadion piłkarski w Areias, São Paulo (stan).